# Miothyrsocera
Miothyrsocera är ett släkte av kackerlackor. Miothyrsocera ingår i familjen småkackerlackor.
Kladogram enligt Catalogue of Life:
| Miothyrsocera | \| \| Miothyrsocera atricollis \| \| \| \| \| \| Miothyrsocera castanea \| \| \| \| |
|               | \| \| Miothyrsocera atricollis \| \| \| \| \| \| Miothyrsocera castanea \| \| \| \| |
|               | Miothyrsocera atricollis                                                            |
|               |                                                                                     |
|               | Miothyrsocera castanea                                                              |
|               |                                                                                     |